# گلادیس کارسون
گلادیس کارسون (انگلیسی: Gladys Carson; ۸ فوریهٔ ۱۹۰۳ – ۱۷ نوامبر ۱۹۸۷) شناگر اهل بریتانیا بود.
وی در مسابقات کشوری و بین‌المللی در مجموع برندهٔ ۱ مدال برنز شده‌است.